# Morse Bluff
Morse Bluff est un village du comté de Saunders, dans l'État du Nebraska, aux États-Unis. En 2020, il comptait une population de 117 habitants.